# Société Anonyme d’Études et de Construction Automobiles et Motocycles
Die Société Anonyme d’Études et de Construction Automobiles et Motocycles, kurz SECAM, war ein französischer Hersteller von Automobilen.

## Unternehmensgeschichte
Das Unternehmen aus Chambly begann 1975 mit der Produktion von Automobilen. Der Markenname lautete Addax. 1977 entstanden etwa 2400 Fahrzeuge. Ab 1977 bot SECAM zusätzlich das Modell Charly von Autozodiaco an. 1978 übernahm Vitrex Industrie die Produktion und vermarktete die Fahrzeuge als Vitrex.

## Fahrzeuge
Das Unternehmen stellte Kleinstwagen mit drei Rädern her. Das einzelne Rad befand sich vorne. Die offene Karosserie bestand aus Polyester und war in fünf Farbtönen lieferbar. Das Fahrzeug war 183 cm lang und 112 cm breit. Neben einem normalen Verdeck gab es auch die Ausführung Bord de mer, dessen Verdeck Baldachin-ähnlich war. Für den Antrieb sorgte ein Einzylinder-Zweitaktmotor von Sachs mit 47 cm³ Hubraum und normalerweise 2,6 PS Leistung. Die Höchstgeschwindigkeit war mit 45 km/h angegeben. In der Sportversion leistete der Motor 4,3 PS. Die Neupreise betrugen 1975 6110 Französische Franc für die Normalausführung, 7587 Franc für den Bord de mer und 8043 Franc für die Sportausführung.
1976 sorgte ein Motor von Morini mit 4 PS Leistung für den Antrieb des stärksten Modells.
1977 blieben die Modelle und die Motoren unverändert. Das Basismodell kostete 7500 Franc und der Sport 9100 Franc. Drei Viertel der Produktion entfiel auf das Basismodell, der Rest etwa zu gleichen Teilen auf die beiden anderen Modelle.
1978 betrugen die Preise 8.046 Franc für das Basismodell und 9.784 für den Sport. Zum Vergleich: Der Charly kostete 12.218 Franc.